# Niederösterreichischer Cup 1919/1920
Druhý ročník Niederösterreichischen-Cup (rakouského poháru) se konal od 25. ledna do 4. července 1920. Celkem turnaj hrálo 50 klubů.
Trofej získal podruhé v klubové historii, obhájce minulého ročníku SK Rapid Vídeň, který ve finále porazil FK Austria Vídeň 5:2.